# Thomas Trautmann
Thomas Trautmann (* 7. November 1957) ist ein deutscher Pädagoge und Hochschullehrer.

## Leben und Wirken
Von 1977 bis 1981 studierte er Chemie, Biologie, Psychologie und Erziehungswissenschaften (Diplomarbeit zu einem Thema der organischen Chemie (Cyclisierung von Desoxycarbohydrazinen)). Von 1981 bis 1992 war er Lehrer in den Klassenstufen 5–12. Von 1992 bis 1997 war er wissenschaftlicher Mitarbeiter am Institut für Grundschulpädagogik und Kindheitsforschung der Pädagogischen Hochschule Erfurt (Erziehungswissenschaftliche Grundlegung, Erziehung in früher Kindheit, Kindheitsforschung). Seit 2001 ist er Inhaber einer C-4-Professur für Erziehungswissenschaft unter besonderer Berücksichtigung der Grundschulpädagogik und Grundschuldidaktik an der Universität Hamburg.
Seine Forschungsschwerpunkte sind Entwicklung und Erziehung in früher Kindheit, Schulbeginn und Anfangsunterricht, Entwicklung in Übergängen, Grundschulpädagogik und -didaktik, Integration und Förderung Hochbegabter, Spielpädagogik und Kommunikation in pädagogischen Arbeitsfeldern.

## Schriften (Auswahl)
- Das Labor des Professor Ätzi. Chemiegeschichten zum Knobeln. Lichtenau 1994, ISBN 3-89111-409-5.
- Miteinander spielen. Der 12-Stunden-Crashkurs für Spielleiterinnen und Spielleiter. Lichtenau 1996, ISBN 3-89111-115-0.
- Wie redest du denn mit mir? Kommunikation im Grundschulbereich. Baltmannsweiler 1997, ISBN 3-87116-897-1.
- Spiel im Kindergarten. Bausteine zu einer Erziehungsgeschichte der DDR. Weinheim 1997, ISBN 3-89271-751-6.
- Interviews mit Kindern. Grundlagen, Techniken, Besonderheiten, Beispiele. Wiesbaden 2010, ISBN 978-3-531-92118-1.
- Jahrgangsgemischte Lerngruppen: Flexibilisierung der Fördermöglichkeiten. In: Olaf Steenbuck, Helmut Quitmann, Petra Esser (Hrsg.): Inklusive Begabtenförderung in der Grundschule. Konzepte und Praxisbeispiele zur Schulentwicklung. Beltz Verlag, Weinheim/Basel, ISBN 978-3-407-25552-5.
- Einführung in die Hochbegabtenpädagogik. 3. Aufl. Schneider Verlag Hohengehren, Baltmannsweiler 2016, ISBN 978-3-8340-1614-0.